# Dezrobiți, Vâlcea
Dezrobiți este un sat în comuna Frâncești din județul Vâlcea, Oltenia, România.
Toponimul face trimitere la abolirea scaviei în Țara Românească, la 1856.

## Vezi și
- Biserica de lemn din Mănăstirea Dintr-un lemn